# Alexandre Welter
Alexandre Welter (São Paulo, 30 de junio de 1953) es un deportista brasileño que compitió en vela en la clase Tornado. Participó en los Juegos Olímpicos de Moscú 1980, obteniendo una medalla de oro en la clase Tornado.

## Palmarés internacional
| Juegos Olímpicos | Juegos Olímpicos | Juegos Olímpicos | Juegos Olímpicos |
| Año              | Lugar            | Medalla          | Clase            |
| ---------------- | ---------------- | ---------------- | ---------------- |
| 1980             | Moscú (URSS)     | Medalla de oro   | Tornado          |